# Proletarski (Stàvropol)
|  | Per a altres significats, vegeu «Proletarski». |

Proletarski (en rus: Пролетарский) és un poble (un khútor) del krai de Stàvropol, a Rússia, que en el cens del 2010 tenia 1.572 habitants. Pertany al districte rural de Kurskaia.